# فيليبي سوزا (لاعب كرة قدم)
فيليبي سوزا هو لاعب كرة قدم برازيلي في مركز الهجوم، ولد في 21 مايو 1998 في Ferros ‏ في البرازيل. لعب مع أتلتيكو مينيرو.

## وصلات خارجية
- فيليبي سوزا على موقع قاعدة بيانات كرة القدم.إي يو (الإنجليزية)
- فيليبي سوزا على موقع Soccerway.com (الإنجليزية)